# Sobar
Sobar is een bestuurslaag in het regentschap Padang Lawas Utara van de provincie Noord-Sumatra, Indonesië. Sobar telt 491 inwoners (volkstelling 2010).